# 파고티니
파고티니(이탈리아어: fagottini, 단수: fagottino 파고티노[*])는 이탈리아의 파스타이다. 소를 넣은 파스타로, 속에 찐 당근이나 완두콩, 리코타 치즈, 양파, 올리브 유를 채운 형태를 하고 있다.